# Maciej Jasiński (scenarzysta)
Maciej Jasiński (ur. 1977) – polski scenarzysta komiksów, dziennikarz. Scenarzysta serii Tajemnice DAG Fabrik (rysunki: Jacek Michalski), Detektyw Miś Zbyś na tropie (rysunki: Piotr Nowacki), Krasnolud Nap (rysunki: Krzysztof Trystuła). 
Publikował w magazynach oraz zinach komiksowych, takich jak „Awantura 2.0”, „Biceps”, „Darmozin”, „KKK”, „Zeszyty Komiksowe”. Przez wiele lat związany z czasopismami „Świat Gier Komputerowych” i „Top Games”.

### Komiksy (wybór)
- 2005 – Ksiądz Jerzy Popiełuszko: Cena wolności, (rysunki: Krzysztof Wyrzykowski), Zin Zin Press
- 2006 – 1956: Poznański Czerwiec, (współpraca: Wiktor Żwikiewicz, rysunki: Jacek Michalski), Zin Zin Press
- 2006 – 1981: Kopalnia Wujek, (rysunki: Jacek Michalski, Andrzej Janicki), Zin Zin Press
- 2009 – Warto wstąpić, (rysunki: Łukasz Ciaciuch), KWP w Bydgoszczy
- 2011 – Przygody w świecie błękitnej energii, (rysunki: Sławomir Kiełbus), PGNiG
- 2011 – Uczeń Heweliusza, (rysunki: Krzysztof Trystuła), Wojewódzka i Miejska Biblioteka Publiczna im. Josepha Conrada-Korzeniowskiego
- 2012 – Tajemnice DAG Fabrik. Szpieg w Bydgoszczy, (rysunki: Jacek Michalski), Zin Zin Press
- 2013 – Tajemnice DAG Fabrik. Na tropie Wunderwaffe, (rysunki: Jacek Michalski), Zin Zin Press
- 2013 – Detektyw Miś Zbyś na tropie. Lis, ule i miodowe kule, (rysunki: Piotr Nowacki), Kultura Gniewu
- 2014 – Tajemnice DAG Fabrik. Na linii frontu, (rysunki: Jacek Michalski), Muzeum Okręgowe im. Leona Wyczółkowskiego w Bydgoszczy
- 2015 – Marian Rejewski. Bydgoszczanin, który złamał szyfr Enigmy, (rysunki: Jacek Michalski), Muzeum Okręgowe im. Leona Wyczółkowskiego w Bydgoszczy
- 2015 – Niesamowite opowieści Josepha Conrada, (rysunki: Łukasz Godlewski), Wojewódzka i Miejska Biblioteka Publiczna im. Josepha Conrada-Korzeniowskiego
- 2016 – Krasnolud Nap. Smocza kraina, (rysunki: Krzysztof Trystuła), Egmont Polska
- 2017 – Tajemnice DAG Fabrik. Bój o Bydgoszcz, (rysunki: Jacek Michalski), Muzeum Okręgowe im. Leona Wyczółkowskiego w Bydgoszczy
- 2017 – Władysław Raczkiewicz. Twórca idei Wielkiego Pomorza, (rysunki: Jacek Michalski), Gall, Urząd Województwa Kujawsko-Pomorskiego
- 2018 – Jan Paweł II - Nasz patron, (rysunki: Jacek Michalski), Gall, Urząd Województwa Kujawsko-Pomorskiego
- 2019 – Helena Grossówna. Nigdy nie trać nadziei, (rysunki: Jacek Michalski), Gall
- 2019 – Jan Czochralski - człowiek, który zmienił świat, (rysunki: Jacek Michalski), Gall, Urząd Województwa Kujawsko-Pomorskiego
- 2019 – Edward Stachura. Wędrówką życie jest człowieka, (rysunki: Jacek Michalski), Gall, Urząd Województwa Kujawsko-Pomorskiego

### Książki (wybór)
- 2016 – Jerzy Wróblewski okiem współczesnych artystów komiksowych, Ongrys[2]
- 2019 – Kolorowa rzeczywistość, czyli obraz PRL w polskim komiksie, Ongrys[3]